# Битва під Лопушним
Би́тва під Лопу́шним (відома також як Битва під Вишневцем) сталася 28 квітня 1512 року.
У цій битві польсько-литовсько-руські війська під командуванням великого гетьмана литовського Костянтина Острозького за участю Михайла Вишневецького-Збаразького з синами Олександром та Іваном, також великого гетьмана коронного Миколая Каменецького розбили нашестя кримських татар.
Татаре поражены от наших. Того ж року князь Константин Острозский з литвою и русью 25 000 под Вишневцем татар перекопских побил, a з ним был Михаил Вишневецкий з сынами и князь Андрей Збаразский, a сам царь татарский Мендли Гирей ушол в малой дружинѢ
1512 року під час третьої війни з Московською державою 20 тисяч татар на чолі з трьома молодшими представниками роду Ґераїв (джерела не дають їхніх імен) начебто без дозволу хана Менґлі Ґерая зайшли далеко вглиб воєводства Руського, розбили кіш (табір) в околицях Буська, вислали чамбули до Перемишля. Король Сиґізмунд І Старий доручив дати татарам відсіч своїм надвірним корогвам на чолі з коронним гетьманом Миколаєм Каменецьким, якому на допомогу викликав з Литви Костянтина Острозького, з Поділля старост кам'янецького Станіслава Лянцкоронського, теребовельського Яна Творовського; оголосив посполите рушення. Зібралося 6000 лицарства, яке по кількох сутичках із чамбулами вдарило 26 квітня 1512 року на великий татарський табір неподалік Вишнівця, вклало трупом до 5000 татар, відібрало все награбоване, здобуло 10 000 коней, звільнило 16 000 бранців. Деякі джерела стверджують, що загинули всі татарські провідники — 3 «царики», зять Менґлі-Ґерая.

## Перед битвою

Східна Європа в 1462 — 1505

У березні 1512 року стало відомо, що 20 000 татар зимує біля Чорного Лісу, коло витоків Інгулу. За їхніми діями спостерігав загін у 585 коней під проводом Яна Творовського, що стояв на схід від Кам'янця, пильнуючи так званий Кучманський шлях, що вів на Поділля. Численні замки Подільського воєводства становили додатковий захист цього шляху. У Острозі знаходився гетьман Костянтин Острозький, що очолював посполите рушення Волинської землі.
У кінці березня татари перетнули кордон Польсько-Литовської держави, обрали так званий Чорний шлях, що вів на Волинь. Цей шлях не було прикрито військовими відділами, замків на шляху стояло небагато (Крем'янець, Вишневець, Збараж). Під Кузьмином татари розбили перший кіш, під Буськом (дійшли 7 квітня 1512 р. ) — другий. Звідси татарські чамбули полетіли на Львів, Перемишль, Краснистав, дійшли під Люблін і Холм, частина повернула на південь, за Дністер до Коломиї.
Нашестя татар відбулося в момент, коли концентрація польських і литовських військ не була завершена. Окремі польські загони дали гідну відсіч поодиноким чамбуламі: ротмістр Кщоновський на чолі загону в 60 коней розбив 100 татар, ротмістри Фредро і Гербурт (150 коней) — 400, Лянцкоронський — 700 татар. У всіх цих зіткненнях було звільнено захоплений татарами ясир.
Під захистом цих нечисленних загонів, в умовах відсутності зв'язку з відтятим татарами загоном Яна Творовського, в умовах загального переполоху, який ширили татарські чамбули — відбувалася поспішно у Львові концентрація новонабраних польських військ. 22 квітня прибув до Львова гетьман коронний Миколай Каменецький, де знаходилося 2000 найманої кінноти, рота піхоти числом в 300 жовнірів, невеликий артилерійський відділ у дві гармати, легка корогва надвірної кінноти Войцеха Самполінського. Окрім того, у Львові зібрався невеликий загін руської шляхти. Разом було в таборі близько 4000 війська.
Татарські чамбули закінчили плюндрувати край, стали повертатися до коша під Буськом. Було прийнято рішення не чекати прибуття загону Яна Творовського, рушити прямо на кіш. В час, коли польське військо вирушило 24 квітня з-під Львова на Вишнівець, татари розпочали відступ з-під Буська.
27 квітня під Вишневцем польські загони зустрілися з литовським посполитим рушенням з Волині під проводом гетьмана Костянтина Острозького. Тепер польсько-литовсько-руські сили налічували 6000 чоловік. Було вирішено негайно вирушити нічним маршем, щоб перехопити татар перед тим, як вони розділяться між Кучманським і Чорним шляхами. Розвідники з'ясували, що ворог розбив табір на нічліг під селом Лопушним. На світанку 28 квітня 1512 року (татари згорнули табір, розпочали подальший відступ) польсько-литовсько-руське військо підійшло до Лопушного.

## Битва
У польсько-литовсько-руському бойовому порядку на правому крилі стояли кінні загони гетьмана Костянтина Острозького, на лівому — польські війська, що складалися переважно з кінноти, на додачу мали роту піхоти, дві гармати. Піхоту й гармати було розміщено в першій лінії, перед польською кіннотою, щоб їхній вогонь стримав перший натиск татар.
Татари вишикувалися в двох лініях навпроти польсько-литовських військ, закриваючи собою табір з награбованим добром та ясиром, що знаходився далеко в їхньому тилу.
Фланги польсько-литовських військ спиралися на ліс, тому татари не могли вжити своєї улюбленої тактики обходу флангів супротивника. Тому татари спробували сильним ударом розсікти польсько-литовський стрій навпіл. Скоро після того, як супротивники зійшлися, татарам вдалося вбити клин між польським і литовсько-руським крилами, при цьому татарам вдалося відтиснути чисельно слабкіші литовсько-руські війська до лісу. Гетьман Миколай Каменецький послав їм на допомогу одну корогву кінноти, зберігаючи більшість сил до вирішального удару. Лише коли татари кинули всі свої сили у бій, Миколай Каменецький вдарив резервним загоном, розбив супротивника, змусивши його втікати та кинути табір. Польсько-литовсько-руські війська звільнили велике число ясиру; не вдалося повністю знищити ворога, який зумів, хоч і зі значними втратами в людях, втекти до Криму.

## Наслідки
Дізнавшися про погром під Лопушним, старий хан вирішив укласти договір із Польщею і Литвою. Він не вимагав від короля Сигізмунда, щоб той видав йому живцем або наказав убити ув'язненого заволзького хана Шах-Ахмеда, що втік до Литви після поразки від Менґлі-Ґерая 1502 року; зобов'язався виставити на війну з Москвою 30 000 кінноти за щорічну виплату упоминків розміром в 15 000 дукатів, на чому присягнувся на Корані та вислав до короля двох заручників: онука Джалаладдина і сина князя Девлет-бахтия із почтом уланів і слуг.
Менґлі I Ґерай не виконав повністю умови угоди: лише того і 1513 року вислав орду за московські рубежі (принаймні, не пускав чамбули до польських і литовських земель).